# Bayerpost

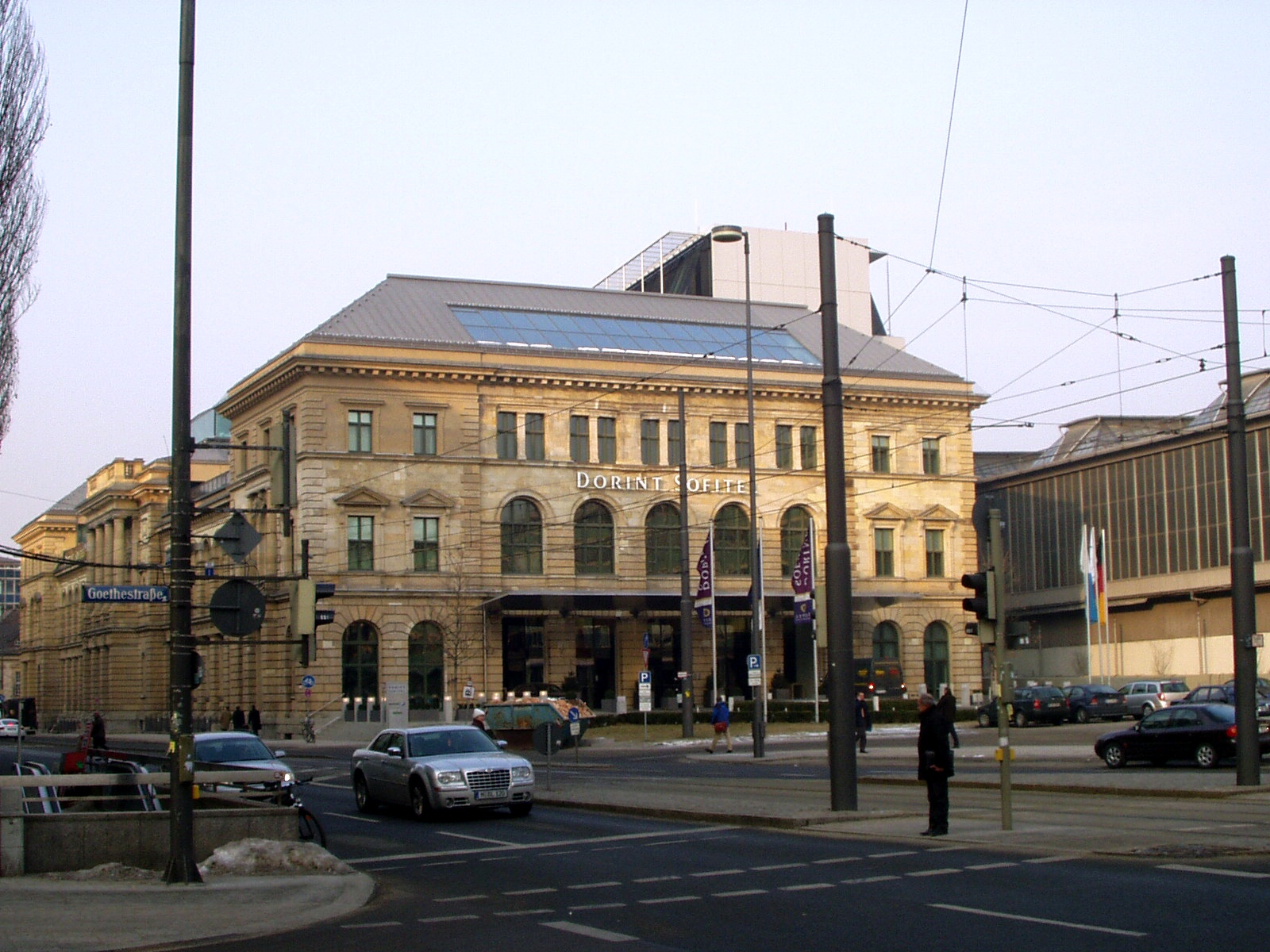
Bayerpost Ostflügel

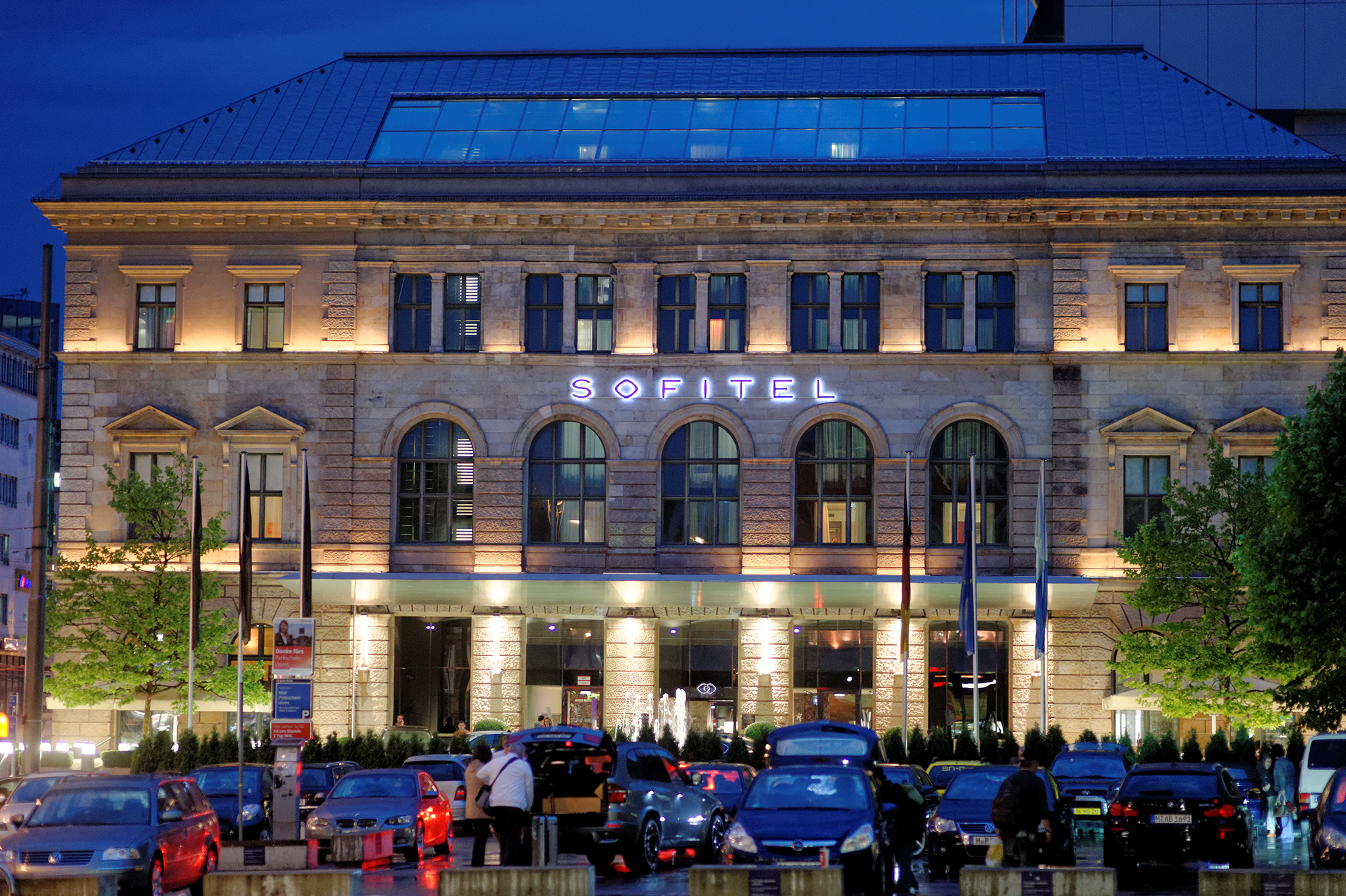
Bayerpost Ostflügel nachts

Das Gebäude der ehemals so genannten Bayerpost in München, Bayerstraße 12 in der Ludwigsvorstadt, wurde als repräsentatives Postdienstgebäude am Hauptbahnhof errichtet und dient mittlerweile als Hotel.

## Geschichte
Der Bau im Stil der italienischen Hochrenaissance entstand von 1896 bis 1900 nach Entwurf des Architekten Wilhelm Fischer. Beiderseits des mit vier schlanken dorischen Säulen geschmückten Mittelrisalits mit dem Portal an der Südseite liegen je sieben Achsen mit Rundbogenfenstern, an die sich im Osten und Westen zwei Seitenrisalite anschließen. Die West-, Süd- und Ostfassaden haben eine Hausteinverkleidung aus Granit und aus hellem Sandstein, die Nordseite wurde mit Verputz hergestellt. Die Decken bestanden aus italienischen Hohlsteinen, zwischen Eisenträgern eingewölbt. Das Postgebäude am Hauptbahnhof war die Hauptsammelstelle der in München ankommenden und abgehenden Poststücke.
2004 wurde das Gebäude hinter seiner denkmalgeschützten Fassade entkernt und zum Fünf-Sterne-Hotel umgebaut. Anstelle des Nordflügels entstand ein Neubau, der rund die Hälfte der Zimmer und Suiten beherbergt und dessen obere Etagen den Blick bis zu den Alpen freigeben.